# Isabelle Attard
Pour les articles homonymes, voir Attard.
Isabelle Attard, née le 14 novembre 1969 à Vendôme (Loir-et-Cher), est une archéozoologue, directrice de musée et femme politique française. 
Membre d'Europe Écologie Les Verts (EÉLV), elle est députée de la 5e circonscription du Calvados entre 2012 et 2017. Après avoir quitté EÉLV, elle est coprésidente du parti Nouvelle Donne jusqu'en janvier 2015, puis le quitte en juin de la même année. Ses convictions politiques évoluent ensuite vers l'anarchisme.

## Biographie

### Vie personnelle et professionnelle
Après une première année de DEUG en sciences économiques à l'université de Bordeaux IV, Isabelle Attard s'oriente vers l’histoire et obtient un DEUG en histoire à l'université d'Orléans. Elle est alors pigiste au journal La République du Centre. C'est à cette époque, en 1990, qu'elle se marie et part s'installer à Göteborg en Suède, où elle est employée dans un restaurant McDonald's. Elle porte alors le nom d'Isabelle Robert, jusqu'à son divorce. Elle continue à y étudier l'histoire en formation à distance et obtient sa licence en 1991.
Elle déménage en 1992 à Kiruna en Laponie où, chef d'entreprise, elle est consultante en tourisme et participe au développement du tourisme à destination des francophones dans cette région. En parallèle, elle reprend des études et sort diplômée d’archéologie nordique à l'université d'Umeå en 1996.
Elle rentre en France en 1997 et reprend à nouveau des études, cette fois à la Sorbonne, où elle obtient un DEA en archéologie environnementale en 1999. De 1999 à 2002, elle est vacataire au muséum national d'histoire naturelle (MNHN) de Paris.
En 2002, elle part en Afrique du Sud comme chercheuse sur le site de Duinefontein (en) alors qu'elle prépare sa thèse (de 2000 à 2004). Après avoir réussi le concours d’attaché de conservation du patrimoine en 2004, elle est nommée en 2005 à la tête du musée de la Tapisserie de Bayeux, poste qu'elle occupe jusqu'à sa démission en 2010.
En 2010, elle obtient un doctorat en archéologie environnementale-archéozoologie. Elle est alors membre de l’unité de recherche 7209 (archéozoologie, archéobotanique : sociétés, pratiques et environnement) au MNHN et au CNRS.
Elle est directrice du Musée du débarquement Utah Beach dans la Manche de 2010 à juin 2012, date de son détachement.
En 2014, elle reçoit le prix de l’E-Toile d'or 2014 « politique » pour son action législative en faveur du logiciel libre.
En septembre 2019, Isabelle Attard devient directrice du Musée de l'école de Bothoa dans les Côtes-d'Armor, poste qu'elle quitte en juin 2023.

### Engagement politique

#### Les Verts et EELV

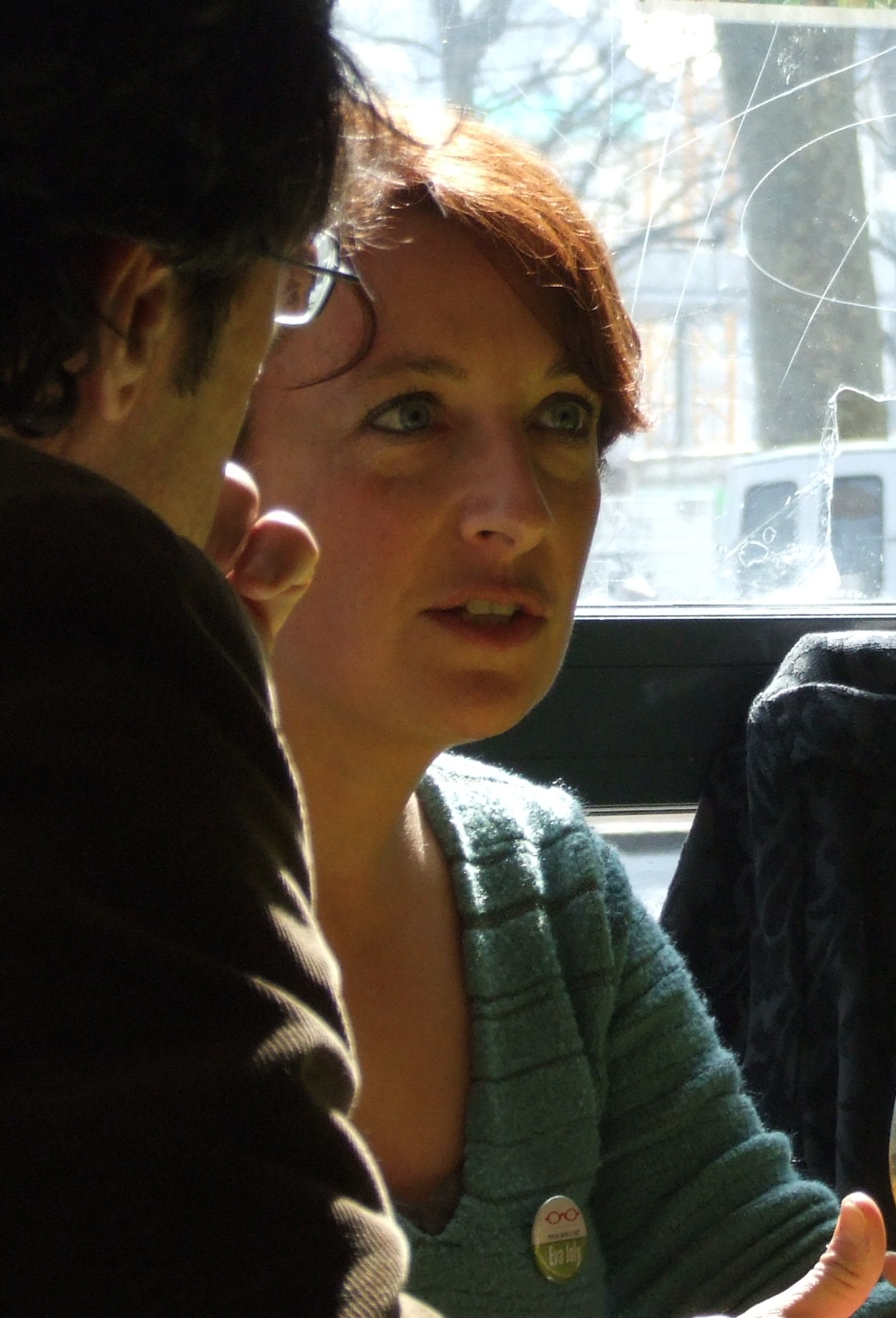
Isabelle Attard en 2012.

Isabelle Attard adhère aux Verts en 2001 puis, en 2010, à Europe Écologie Les Verts (EELV). Elle est porte-parole du groupe local Bessin-Côte de Nacre d'EELV de 2011 à 2012. En septembre 2011, elle postule pour être candidate EELV aux élections législatives de 2012. Son parti l'investit en octobre 2011.
En vertu d'un accord législatif passé entre Europe Écologie Les Verts et le Parti socialiste, qui stipule qu'en échange de leur non-candidature dans 60 circonscriptions réservées aux écologistes, le Parti socialiste bénéficie du retrait de 90 candidats écologistes, le PS s'engage à ne pas présenter de candidat sur la cinquième circonscription du Calvados aux législatives de 2012, afin de soutenir celui d'EELV. Isabelle Attard est donc investie par le Parti socialiste en novembre 2011. Elle affronte 10 candidats dont un candidat PS dissident, Jean-Pierre Lavisse, qui est exclu de son parti mais obtient 19,48 % des voix au premier tour. Elle l'emporte au second tour le 17 juin 2012 face au candidat UMP Cédric Nouvelot.

#### Nouvelle Donne
Le 5 décembre 2013, elle annonce publiquement qu'elle quitte Europe Écologie Les Verts pour rejoindre le parti nouvellement créé Nouvelle Donne.
Elle est ensuite désignée co-présidente du parti[Quand ?] par le conseil national de Nouvelle Donne, l'autre co-président étant Pierre Larrouturou. Elle officie alors comme porte-parole du parti pendant la campagne des élections européennes de 2014. Elle ne se représente pas à sa succession lors de l'assemblée générale du 31 janvier 2015.
Le 21 juin 2015, elle publie, avec soixante autres membres du parti, une lettre annonçant leur départ.

### Travail comme députée et prises de position
Elle devient secrétaire de la commission des Affaires culturelles et de l'Éducation de l'Assemblée nationale.
Ses dossiers de prédilection sont, entre autres, la culture (patrimoine, numérique), la recherche, la parité, les libertés publiques et le fonctionnement des institutions politiques.
Elle est présidente du groupe d'amitié parlementaire France-Suède.

#### Proposition de loi sur le domaine public
Elle dépose en 2013, avec les membres du groupe écologiste, une proposition de loi visant à « Consacrer le domaine public, à élargir son périmètre et à garantir son intégrité ». Cette proposition comporte, entre autres, une définition positive du domaine public, la création d'un délit de copyfraud, et de nombreuses adaptations du droit d'auteur aux nouvelles pratiques numériques.
Cette proposition de loi n'a pas été discutée lors de la législature.
Dans cette optique, le 1er janvier 2016 elle publie sur son propre site la version originelle en néerlandais du Journal d'Anne Frank quand elle le considère comme entré dans le domaine public ; elle s'oppose ainsi aux anciens ayant-droit de l'ouvrage.

#### Rapporteure de la mission d’information sur la gestion des réserves et dépôts des musées
En mai 2013, la commission des Affaires culturelles et de l'Éducation de l'Assemblée nationale la nomme rapporteure de cette mission. Quelques mois après le lancement de la mission, elle déclare « au rythme actuel des restitutions [aux familles d’œuvres spoliées par les nazis], il faudra plus de deux cents ans pour réparer les injustices qui durent depuis 1945 ».
Le rapport de la mission est publié le 17 décembre 2014. Il exprime de nombreuses critiques de la gestion des musées nationaux français et fait de nombreuses propositions pour une politique muséale qui remédie aux problèmes relevés.

#### Contre la prolongation de l'état d'urgence en France
Après les attentats du 13 novembre 2015 en France, Isabelle Attard est l'une des six députés français à voter contre la prolongation de l'état d'urgence jugeant « honteuse » cette quasi-unanimité des députés.

#### Contre la prolongation des frappes aériennes en Syrie
Elle est aussi l'une des deux députés à voter contre la « prolongation de l’engagement des forces aériennes au-dessus du territoire syrien »,, dénonçant dans un communiqué : « Les parlementaires n'ont reçu aucun dossier, aucun élément, aucun chiffre, ni même un email pour justifier cette décision. Cela n'est pas sérieux. »

#### Échec à sa réélection en 2017
Candidate à sa réélection lors des élections législatives de 2017, soutenue dans sa circonscription par tous les mouvements de gauche (EÉLV, PS, La France insoumise, Parti communiste français, Ensemble ! et le Parti pirate), elle est pourtant battue dès le premier tour avec 18,20 % des voix face au candidat de La République en marche Bertrand Bouyx (38,96 %) et au candidat LR Cédric Nouvelot (23,15 %).

### Engagement anarchiste
En août 2017, Isabelle Attard se définit comme éco-anarchiste, revendiquant l'anarchie comme modèle politique, tout en rappelant qu'elle n'est pas synonyme de désordre, mais d'ordre sans pouvoir et sans domination, et insistant sur la priorité des enjeux écologiques. Deux ans plus tard, elle sort un livre retraçant son évolution politique, Comment je suis devenue anarchiste, aux éditions du Seuil,.

## Publications

### Ouvrage
- Comment je suis devenue anarchiste, Le Seuil, 2019, 160 p.  (ISBN 978-2-0214-4035-5)

### Articles
- Sandrine Costamagno, Isabelle Robert, Véronique Laroulandie, Vincent Mourre, Céline Thiébaut. « Rôle du gypaète barbu (Gypaetus barbatus) dans la constitution de l'assemblage osseux de la grotte du Noisetier (Fréchet-Aure, Hautes-Pyrénées, France) », 1994, Annales de paléontologie 94, 4 (2008) 245-265
- Jean-Denis Vigne, Isabelle Robert. « The Bearded Vulture (Gypaetus barbatus) as an Accumulator of Archaeological Bones : Late Glacial Assemblages and Present-day Reference Data in Corsica (Western Mediterranean) », Journal of Archaeological Science, 2002, vol. 29, n° 7, p. 763-777 [15 page(s) (article)] (1 p. 1/2)
- Isabelle Robert Attard and Jelle W. F. Reumer, « Taphonomic reinterpretation of a bone sample of endemic Pleistocene deer from Crete (Greece): osteoporosis versus regurgitation) », Palaeodiversity, 2: 379–385; Stuttgart, 30 décembre 2009
- « Voltairine reviens, le sexisme est toujours là ! », Reporterre, 11 octobre 2018 [lire en ligne]